# 金布爾 (密蘇里州)
金布爾（英語：Kimble）是位於美國密蘇里州德克薩斯縣的非建制地區。

## 歷史
金布爾的郵局於1897年設立，其後於1967年停運。

## 地理
金布爾所處的海拔為高於海平面359米（即1178英呎），而該地所採用的時區為UTC-6，即北美中部時區（CST）。同時該地設有夏令時間，為UTC-6調快一小時，即UTC-5（CDT）。